# Баскервилски пас (филм из 1939)
Баскервилски пас (енгл. The Hound of the Baskervilles) је амерички детективски филм из 1939. године, базиран на истоименом роману сер Артура Конана Дојла. Филм је режирао Сидни Ланфилд, док га је дистрибуирао 20th Century Fox.
Међу најпознатијим је филмским адаптацијама ове књиге и често се сматра једном од најбољих. У филму глуме Бејзил Ратбон као Шерлок Холмс, Најџел Брус као доктор Вотсон, Ричард Грин као Хенри Баскервил и Венди Бари као Берил Стејплтон. Студио није био сигуран у потенцијал филма о Шерлоку Холмсу, па је главну улогу доделио Ричарду Грину, а не Ратбону.
Баскервилски пас је први од четрнаест филмова о Шерлоку Холмсу у којима се Ратбон и Брус појављују као Холмс и Вотсон. Такође је знаменит и као најранији познати филм о Шерлоку Холмсу који је смештен у викторијански период, у који су смештене и оригиналне приче. Сви познати претходни филмови о Холмсу, укључујући британски филмски серијал из 1930-их у којем је Артур Вонтнер глумио Холмса, смештени су у време које одговара времену снимања филма.

## Радња
Шерлока Холмса и доктора Џона Вотсона посећује др Џејмс Мортимер, који жели да се консултује са њима пре доласка сер Хенрија Баскервила, последњег од Баскервила, наследника истоименог имања у Девону.
Др Мортимер је забринут због пуштања сер Хенрија да оде у дворац Баскервилових, због наводног породичног проклетства. Он говори Холмсу и Вотсону легенду о баскервилском псу, демонском псу који је прво убио сер Хуга Баскервила пре неколико стотина година, и за кога се верује да убија све Баскервилове у Девону.
Холмс то одбацује као бајку, али Мортимер износи догађаје око недавне смрти свог најбољег пријатеља, сер Чарлса Баскервила, стрица сер Хенрија. Иако је пронађен мртав у својој башти без икаквих трагова физичког оштећења, лице сер Чарлса било је искривљено као да је умро у крајњем ужасу, од затајења срца. Такође спомиње да је приметио отиске стопала на одређеној удаљености од тела када је пронађено; били су трагови шапе џиновског пса.
Холмс одлучује да пошаље Вотсона у дворац Баскервилових заједно са сер Хенријем, тврдећи да је превише заузет да би их сам пратио. Сер Хенри се убрзо заљубљује у Берил Стејплтон, полусестру његовог комшије Џека Стејплтона, локалног природњака. У међувремену, манијакални убица, који је побегао из Дартмурског затвора, вреба на вресишту.
Холмс се коначно појављује, откривајући да се већ неко време скривао у близини спроводећи сопствену истрагу. Ефективна сцена, која се не налази у оригиналној књизи, догађа се када Вотсон и сер Хенри присуствују сеансама које одржава госпођа Мортимер. У трансу она пита: „Шта се догодило те ноћи на вресишту, сер Чарлсе?” Једини одговор је једно једино завијање, вероватно псеће. Након неколико паметних варки, Холмс претпоставља да је прави злочинац Стејплтон, давно изгубљени рођак Баскервила, који се нада да ће сам стећи своје огромно богатство након уклањања свих осталих чланова крвне лозе.
Стејплтон је држао огромног, напола изгладнелог, опаког пса обученог за напад на поједине чланове Баскервилових након дужег излагања њиховом мирису. Међутим, када је пас коначно послат да убије сер Хенрија, Холмс и Вотсон успевају да га спасу на време и убијају пса. Стејплтон затим заробљава Холмса у подземну одају где је држао пса и шаље Вотсона у вресиште да се сретне са Холмсом. Холмс успева да побегне из подземне одаје и враћа се у кућу, где уништава отров који је Стејплтон управо дао рањеном Баскервилу. Стејплтон извлачи пиштољ и бежи. Холмс злокобно каже: „Неће стићи далеко. Поставио сам полицајце дуж путева, а једини други пут је преко Гримпенске мочваре.”

## Улоге
| Глумац             | Улога               |
| ------------------ | ------------------- |
| Ричард Грин        | сер Хенри Баскервил |
| Бејзил Ратбон      | Шерлок Холмс        |
| Венди Бари         | Берил Стејплтон     |
| Најџел Брус        | доктор Џон Вотсон   |
| Лајонел Атвил      | др Џејмс Мортимер   |
| Џон Карадин        | батлер Баримен      |
| Мортон Лаури       | Џон (Џек) Стејплтон |
| Ејли Малијон       | госпођа Баримен     |
| Барлоу Борланд     | Френкленд           |
| Берил Мерсер       | Џенифер Мортимер    |
| Ралф Форбс         | сер Хуго Баскервил  |
| Најџел де Брулијер | осуђеник            |
| Мери Гордон        | госпођа Хадсон      |
| Ијан Макларен      | сер Чарлс           |

## Пријем
У савременој рецензији, часопис Monthly Film Bulletin описао је филм као „изврсну филмску верзију” романа, напомињући да елементи филма „одржавају неизвесност до узбудљивог врхунца” и да је „атмосфера изузетно добро намештена”. Бејзил Ратбон и Најџел Брус су похваљени за своје улоге, док „само Венди Бари делује беживотно као Берил у глумачкој екипи која је уједначено добра”.

## Награде и признања
Признања Америчког филмског института
- 2001 - 100 година АФИ-ја... 100 трилера - номинован
- 2003 - 100 година АФИ-ја... 100 хероја и негативаца:
  - Шерлок Холмс и доктор Вотсон - номиновани за хероје
- 2008 - АФИ-јевих 10 топ 10 - номинован за филмску мистерију